# Дивитиак (вождь эдуев)
Дивитиак (с кельтского — «Мститель») (лат. Divitiacus, 100-е — 43/44 годы до н. э.) — вождь родоплеменной аристократии галльского племени эдуев с 60-х годов до 52 года до н. э. (с перерывом в 58-54 годах до н. э.). Друид. Участник Галльской войны.
Дивитиак стал предводителем или вергобретом («мужем суда»; верховным судьёй у галльских народов) племени эдуев, одного из самых могучих в Галлии, в 60-е годы до н. э. Его целью было установить контроль племени эдуев над центральной Галлией. Для этого в 72 году до н. э. Дивитиак начал войну с кельтским племенем секванов за господство над галльскими племенами. В этой войне (ход её точно не известен) Дивитиак добился значительных успехов и почти достиг своей цели. Но секваны, не желая подчиняться его власти, пригласили себе на помощь Ариовиста, вождя могущественного германского племени свевов. В 71 году до н. э. Ариовист прибыл в Галлию, где начал теснить отряды Дивитиака. В 63 году до н. э. за помощью против свевов Дивитиак отправился в Рим. Здесь он был гостем Марка Туллия Цицерона и Гая Юлия Цезаря. Цицерон отметил, что Дивитиак говорил о своих знаниях в предсказаниях, астрономии и естественной философии, и называл его друидом. Юлий Цезарь, который хорошо знал Дивитиака, отметил его особые навыки дипломата, но не называл его друидом.
Однако дипломатия Дивитиака потерпела неудачу — римский сенат предоставил не ему, а Ариовисту звание «друга римского народа». Это было вызвано тем, что римляне не желали усиления эдуев и установления их гегемонии в Галлии. Это соответствовало традиционной римской политике недопущения создания сильных племенных объединений и государств на своей границе, так как в дальнейшем это могло угрожать безопасности Римской республики.
Вернувшись, Дивитиак продолжил борьбу с Ариовистом. В 61 году до н. э. произошла решающая битва между армией Ариовиста и войсками Дивитиака под Магетобригой. В этой битве эдуи потерпели тяжёлое поражение. Это привело к падению политического веса Дивитиака, как в Галлии, так и среди эдуев. Этим решил воспользоваться брат Дивитиака — Думнорикс. В конце концов, последний отстранил Дивитиака от власти в 58 году до н. э. и тот вынужден был бежать в лагерь недавно прибывшего в Галлию Юлия Цезаря. Гай Юлий Цезарь пообещал помочь, но не вмешивался в дела эдуев. Только после присоединения Думнорикса к восстанию Верцингеторикса в 54 году до н. э. легионы Цезаря двинулись на эдуев, разбили войско Думнорикса и восстановили власть Дивитиака. Во время войны Юлия Цезаря с галльскими племенами (58-51 до н. э.) Дивитиак был одним из верных его помощников, предав галлов в их борьбе за независимость.
Дивитиак продолжал властвовать над эдуями до тех пор, пока в 52 году до н. э. другие знатные эдуи Конвиктолитавис и Котий обжаловали очередное избрание Дивитиака и последний вынужден был оставить должность вергобрета. После этого Дивитиак продолжал жизнь обычного человека.
Точная дата смерти Дивициаса неизвестна; Цицерон говорит о нём в прошедшем времени в 44 году до нашей эры.